# Schlossanlage Pfäffikon

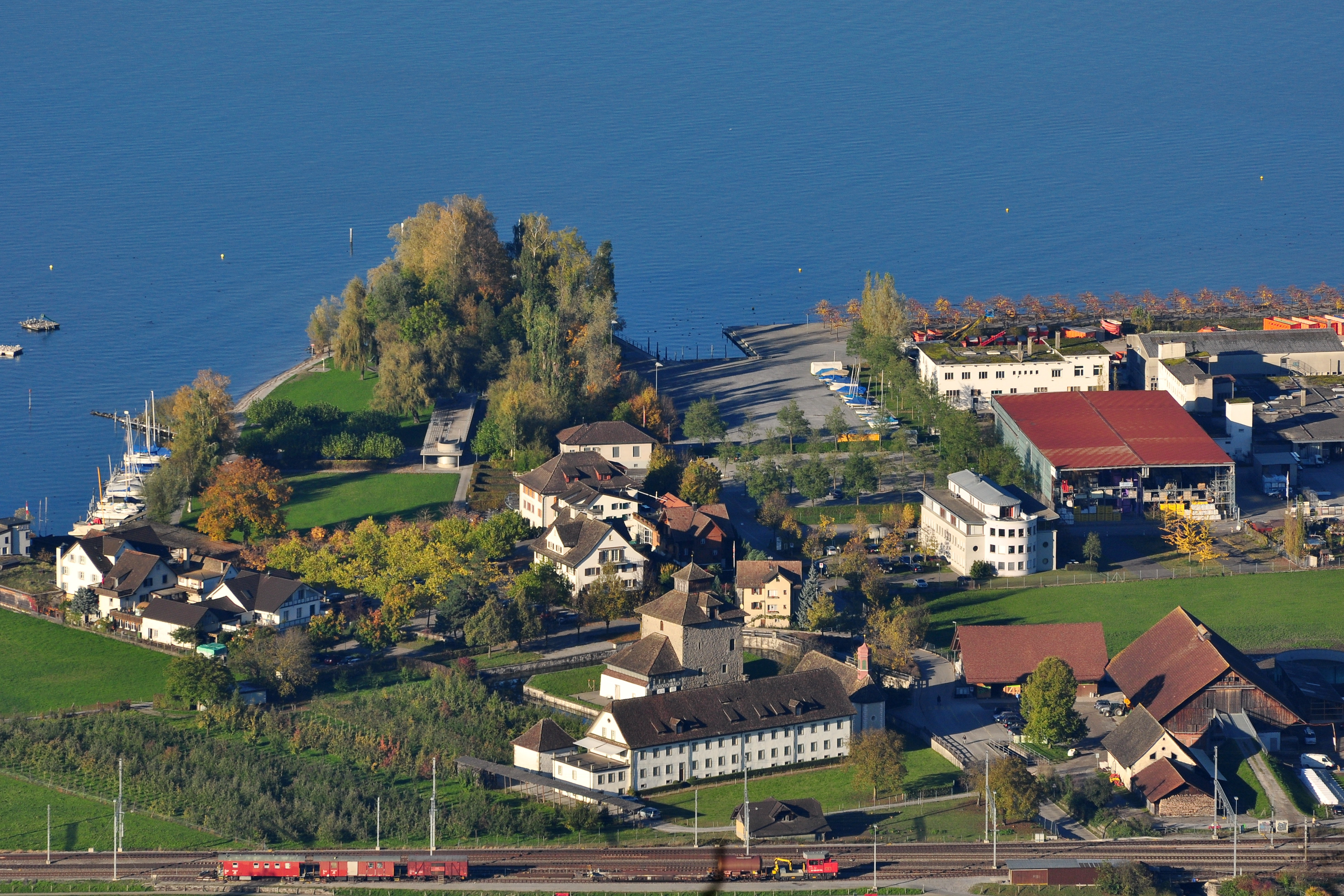
Ansicht vom Etzel auf die Schlossanlage und den Uferbereich des Zürichsees, im Vordergrund die Rangiergeleise des Bahnhofs Pfäffikon

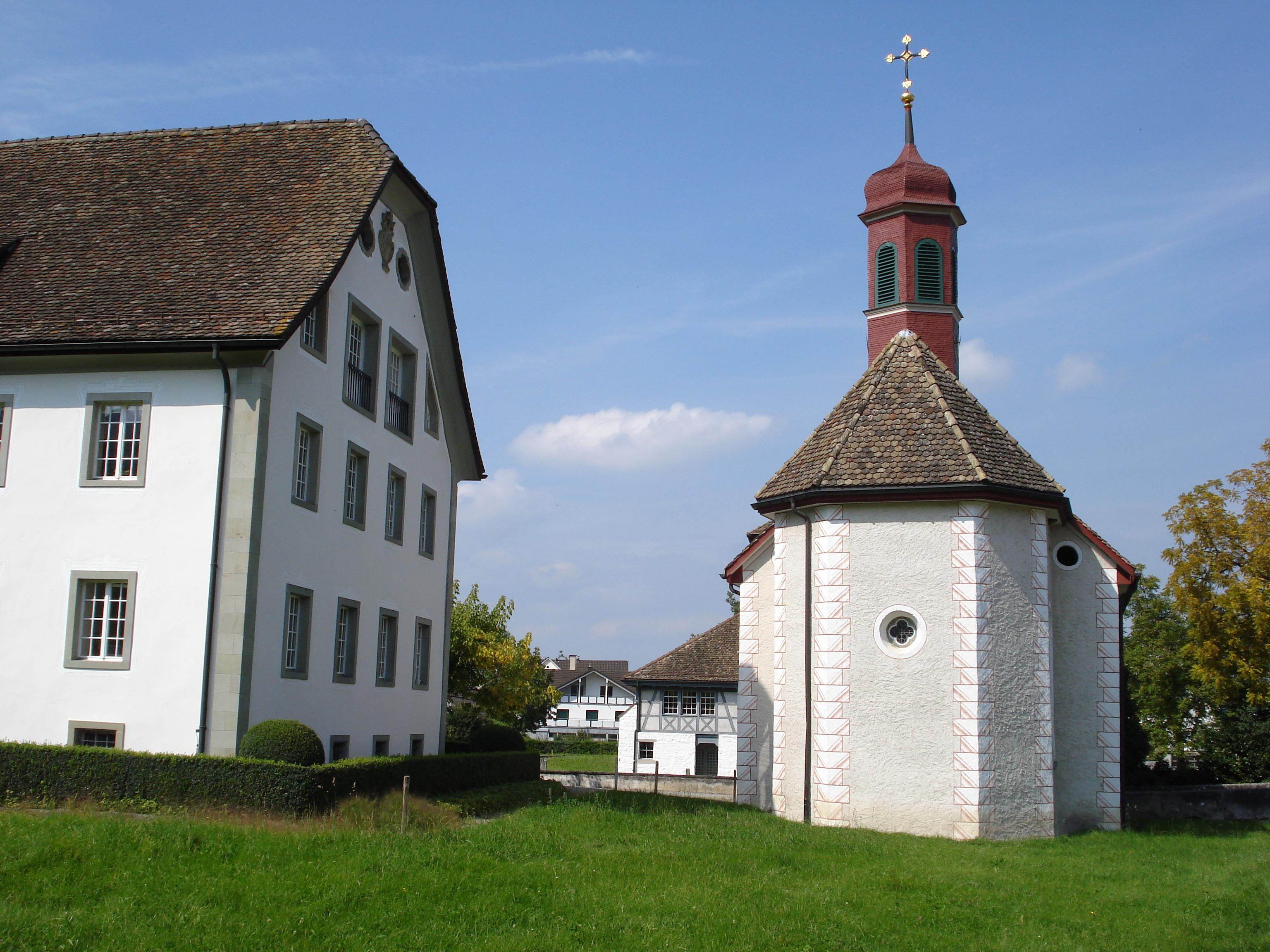
Kapelle

Die Schlossanlage Pfäffikon (früher Weissenburg) liegt in unmittelbarer Nähe des Zürichsees im Unterdorf von Pfäffikon. Heute wird die Schlossanlage nur noch als Schlossturm Pfäffikon bezeichnet.

## Geschichte der Schlossanlage (Schlossturm)
In den Jahren 965/72 schenkten die deutschen Kaiser dem Kloster Einsiedeln die beiden Höfe Pfäffikon und Wollerau. Das Benediktinerstift errichtete in Pfäffikon einen Speicher zur Aufbewahrung von Naturalabgaben der Bevölkerung.
Mitte des 13. Jahrhunderts liess Abt Anselm von Schwanden den heutigen Schlossturm bauen zur Abwehr feindlicher Angriffe und zum Schutz der Einkünfte aus den Klosterländereien. Da die Anlage wiederholt auch als Abtsresidenz dienen musste, wurden unter der Leitung von Abt Burkhard von Weissenburg zu Beginn des 15. Jahrhunderts Wohnbauten bei der Turmanlage errichtet. Von nun an wurde das Schloss die «Weissenburg» genannt.
Für das Kloster Einsiedeln war die Anlage sehr wichtig, wie dies die folgenden Beispiele veranschaulichen. 1480 fand hier die Abtwahl statt, und 1577 diente sie den Einsiedler Mönchen während 7 Monaten als Zufluchtsort, als das Kloster und das Dorf Einsiedeln einem Grossbrand zum Opfer fielen. Die «Weissenburg» empfing ausserdem immer wieder bedeutende Besucher wie beispielsweise verschiedene Schwyzer Landvögte und Landammänner und den päpstlichen Nuntius.
Die Schlossanlage diente dem Kloster bis ins 18. Jahrhundert als Verwaltungszentrum und wurde schliesslich durch die neu daneben erstellte barocke Statthalterei abgelöst.
Als Wehrbau unterstand die Burg Pfäffikon nicht nur dem Kloster Einsiedeln, sondern auch den Schirmvögten über die Höfe, den Herren von Rapperswil, dem Grafen von Habsburg, Zürich und Schwyz. Dadurch wurde das Schloss in zahlreiche kriegerische Auseinandersetzungen verwickelt:
- 1347/48: Plünderung durch den Grafen von Rapperswil
- 1439–1445: Alter Zürichkrieg
- 1529/31: Kappeler Kriege
- 1656: Erster Villmergerkrieg
- 1712: Zweiter Villmergerkrieg

Das Ende der Weissenburg:
- 1798: Die Schlossanlage wurde durch die Truppen Napoléons grösstenteils verwüstet.
- 1820: Die übrig gebliebenen Mauern rund um den Turm wurden ganz abgerissen, die Stiftsstatthalterei und die Kapelle wurden jedoch wieder aufgebaut.
- 1839: Das morsche Turmdach wurde durch den jetzigen Dachstuhl ersetzt.
- 1928: Renovation der Schlosskapelle.
- 1986–1988: Kapelle, Turm und Wassergraben werden unter der Leitung des Klosters Einsiedeln und des Vereins Pro Schloss Pfäffikon renoviert.

## Kapelle
Bereits im 15. Jahrhundert ist in den Quellen eine Kapelle der Weissenburg bezeugt.
1566–1568 liessen der Einsiedler Fürstabt Joachim Eichhorn und der Pfäffiker Statthalter Wolfgang Kalchofner am Eingang der Schlossanlage ein freistehendes Gotteshaus mit einem angefügten Torbau errichten. Am 7. November 1568 fand die Weihe der Kapelle statt.
1606 baute man ein Türmchen, 1691–1696 wurde bereits eine grössere Renovation nötig. Eine zweite Barockisierung des Gotteshauses erfolgte 1780–1785. Mit der Besetzung des Schlossareals durch die Truppen Napoléons 1798 wurde die Kapelle grösstenteils verwüstet, dass sich umfassende Erneuerungsarbeiten aufdrängten.
1892–1895 erhielt das Innere unter Abt Basil Oberholzer und Statthalter Dominik Matter sein heutiges Gesicht, das bei seiner letzten Renovation 1928 einige Änderungen erfuhr. Bei der Renovation 1986–1988 wurde der Zustand Ende des 19. Jahrhunderts im Wesentlichen wiederhergestellt.

## Heutige Nutzung der Schlossanlage

### Schlossturm
Der Schlossturm steht heute sehr oft für Hochzeiten, Familienfeste oder Geschäftsanlässe zur Verfügung.

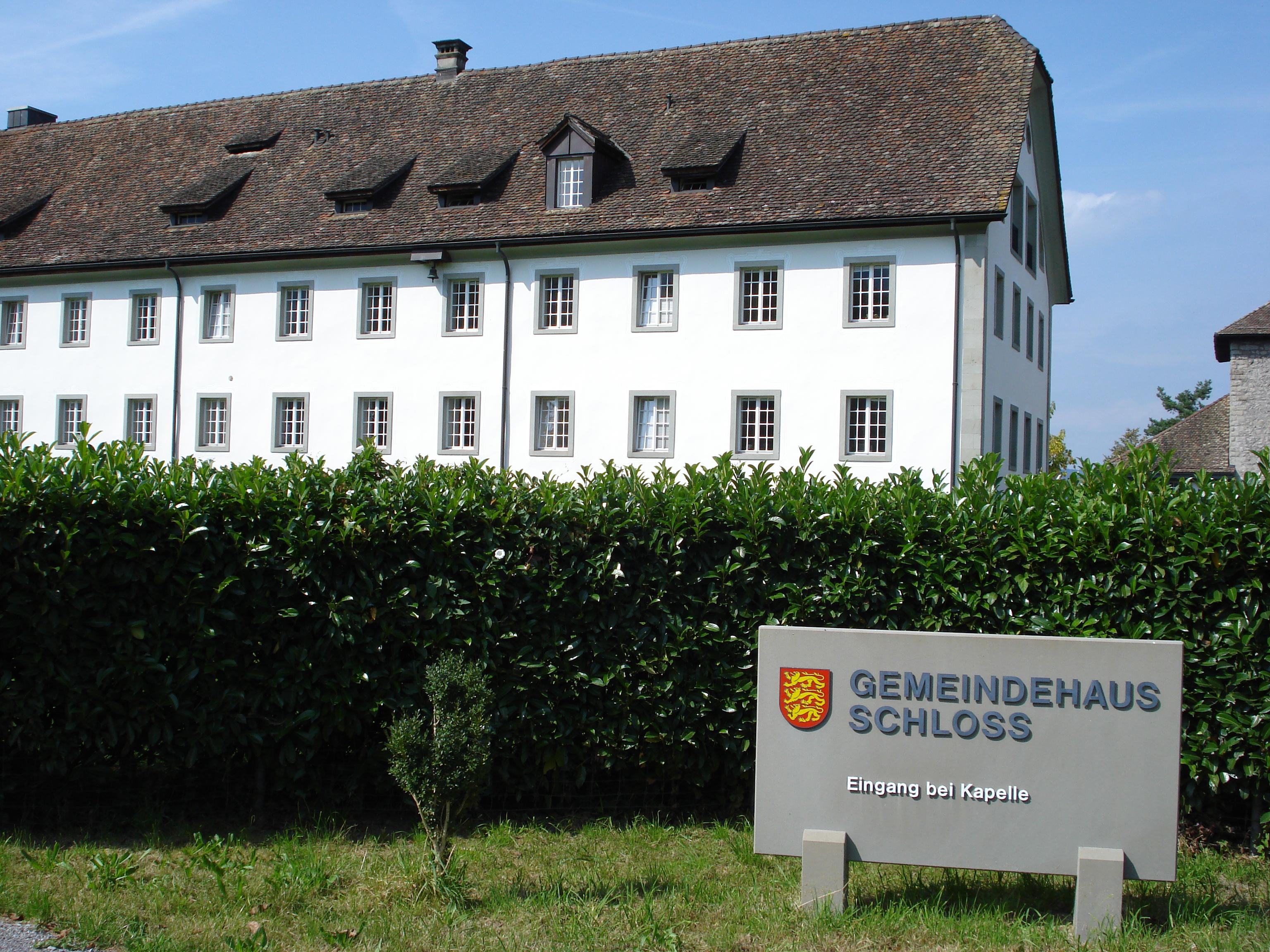
Gemeindehaus Schloss

### Kapelle
Noch heute werden einige Messfeiern in der Schlosskapelle gehalten.

### Statthalterei
Die ehemalige Statthalterei Pfäffikon ist heute eines der beiden Gemeindehäuser der Gemeinde Freienbach.